# Lake Village (Arkansas)
Lake Village is een plaats (city) in de Amerikaanse staat Arkansas, en valt bestuurlijk gezien onder Chicot County.

## Demografie
Bij de volkstelling in 2000 werd het aantal inwoners vastgesteld op 2823.
In 2006 is het aantal inwoners door het United States Census Bureau geschat op 2584, een daling van 239 (-8,5%).

## Geografie
Volgens het United States Census Bureau beslaat de plaats een oppervlakte van
5,4 km², geheel bestaande uit land. Lake Village ligt op ongeveer 37 m boven zeeniveau.

## Plaatsen in de nabije omgeving
De onderstaande figuur toont nabijgelegen plaatsen in een straal van 32 km rond Lake Village.